# 화자아삼
화자아삼(火者亞三, 1473~1521)은 명(明) 중기 포르투갈 사신 및 통역관이다. 화자아삼은 원래 말라카(Malacca)에 거주하는 화교로, 이전의 내력은 알 수 없다. 원래 복건(福建)이나 광동(廣東) 출신으로 추정된다. 어렸을 적에 거세를 당하여 노예가 되었던 것으로 보인다. 당시 복건이나 광동 등지에서는 거세되어 부호의 거세노비(閹奴)가 된 사람들을 '화자(火者)'라고 칭하였기 때문이다. 아삼(亞三)은 아삼(阿三)으로, 출신이 천하거나 정식 이름이 없어 집안의 항렬상 세 번째에 해당하기에 이렇게 불린 것으로 보인다.
1518년 '불랑기(佛朗機) 즉 포르투갈인의 사신 토메 피르스(Tome Pires)가 국왕 마누엘 1세(Manuel I)의 명을 받아 명으로 출사하였을 때, 명조와의 통상을 요구하였다. 이전의 실패를 거울 삼아 피르스는 말라카 사자를 충당하고 화교 5명을 통사(通事)로 고용하였다. 화자아삼은 그 중 1명이었다.
1519년, 피르스는 명에 도착하여 화자아삼과 정덕제(正德帝)의 총신 강빈(江彬)과 관계를 결성했다. 화자아삼은 포르투갈어를 구사하였기에 정덕제의 총신이 되었으며, 항상 정덕제와 놀러 다니거나 정덕제에게 포르투갈어를 가르치면서 시간을 보냈다. 그러나 화자아삼은 나날이 교만해져서 사이관(四夷館) 주객주사(主客主事) 양작(梁焯)을 만났을 때, 예의를 차리지 않았다. 양작은 대노하여 화자아삼을 채찍질하였다. 강빈은 후에 양작을 크게 혼냈고 정덕제에게 고하였다. 그러나 조정에서는 강빈과 화자아삼의 품행을 싫어하는 사람이 더 많았다. 또한 조정 중신 중에 양작을 도와 사정을 말한 사람도 있었기에, 정덕제는 양작을 처벌하지 않았다.
1521년, 정덕제는 표방(豹房)에서 급사하였다. 군신들은 강빈을 살해하고 화자아삼도 하옥시켰다. 48세였던 화자아삼은 병으로 옥중에서 사망하였다. 이후 명은 불랑기의 조공을 금지하였다. 일부에서는 강빈이 모반을 일으켰고 화자아삼이 포르투갈인들과 연락을 취하고 무기를 구하였다고도 전한다.

## 같이 보기
- 정덕제
- 토메 피르스